# گروس لوکوو
گروس لوکوو (به آلمانی: Groß Luckow) یک شهر در آلمان است که در فرپومرن-گرایفسوالد واقع شده‌است. گروس لوکوو ۲۱۰ نفر جمعیت دارد.